# Opsikion

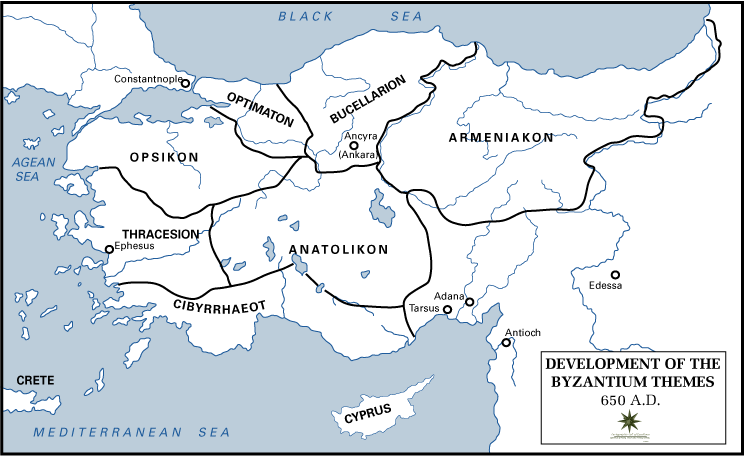
Kaart van Anatolië rond 650

Opsikion (Grieks: θέμα Ὀψικίου) was een Byzantijnse thema, gelegen in het huidige Anatolië.
De naam komt van het Latijn Obsequium dat onderdanig betekent. Het is het thema dat ten oosten van de hoofdstad Constantinopel ligt. Het werd opgericht ten tijde van de dynastie van de Herakliden in de 7de eeuw.
De bestuurder van dit thema was een komes en het thema was onderverdeeld in domestikos.
In 1234 viel de regio in de handen van het Latijnse Keizerrijk, wat ook het einde van het thema Opsikion betekende.